# Antica dogana
L'antica dogana di Strasburgo - chiamata anche s'Kaafhüs nel dialetto locale - è un edificio situato nel centro storico della città sulla Grande isola. Corre lungo la riva sinistra dell'Ill appena a monte del ponte del Corvo, vicino a Place du Vieux-Marché-aux-Poissons e al museo storico della città. È stato classificato monumento storico dal 1948. 

## Storia

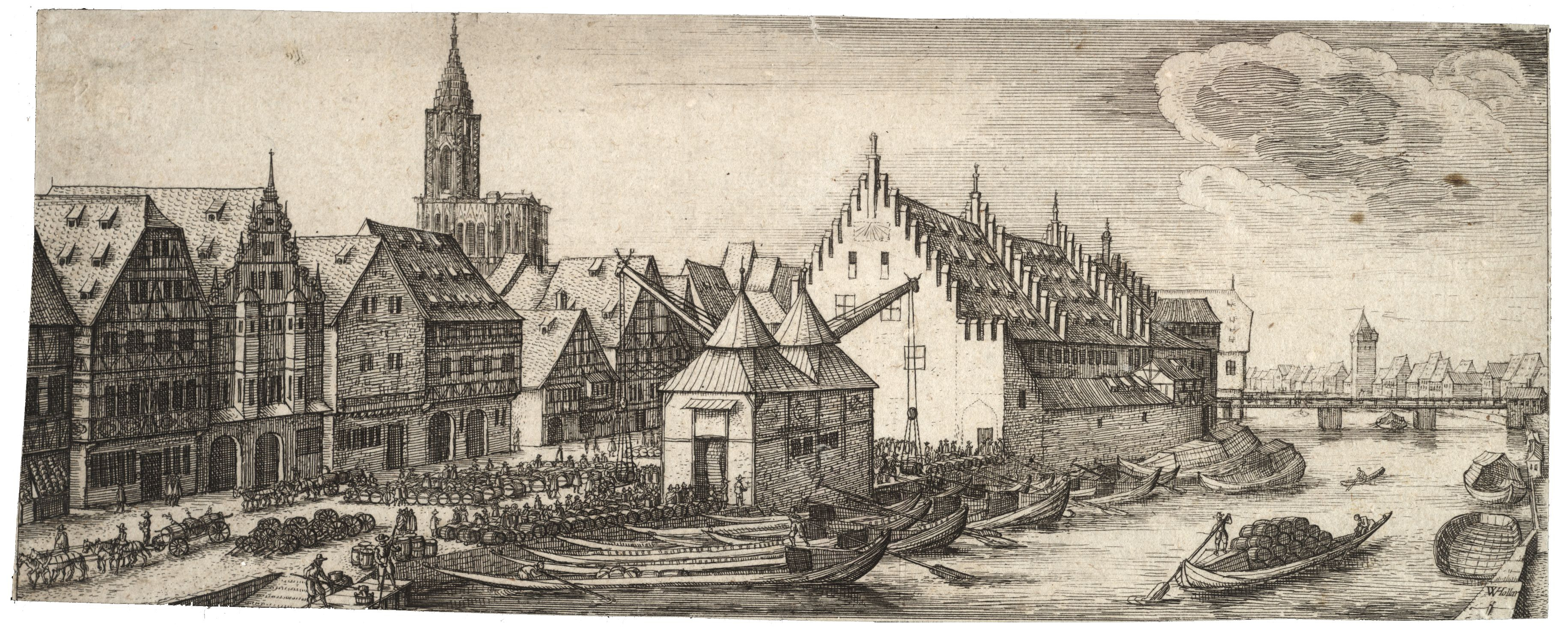
Incisione di Strasburgo nel XVII secolo, di Wenceslas Hollar.

L'edificio fu costruito nel 1358 su impulso della corporazione dei barcaioli. Situato sulle rive dell'Ill, si trova in un luogo precedentemente noto come Salzhof - la corte del sale - dove venivano conservati i prodotti delle saline della Lorena. Questa azienda di commercio - Kaafhüs - fu costruita per controllare, tassare e immagazzinare merci che passavano lungo il Reno. Era guidata dal Kaufhausherr, che veniva scelto tra i borghesi della città. Durante tutto il Medioevo, il commercio fluviale fu un elemento essenziale nello sviluppo della città di Strasburgo. Le merci in transito erano principalmente tabacco, vino e pesce. La Kaafhüs ospitava anche grandi fiere e serviva da ufficio per il cambio delle valute. Era quindi l'edificio civile più importante della città, e fu ampliato (lato ponte Saint-Nicolas) dal 1389. 
Nel 1401, il piano terra dell'edificio fu acquistato dal macellaio Spanbett che vi installò una locanda. Questa fu devastata da un incendio, nel 1497, durante la fiera di Saint-Jean, e l'edificio fu ricostruito nel 1507 con fondi dell'Opera di Notre-Dame. 
La Kaafhüs fu ampliata dall'architetto municipale Boudhors nel 1751. Le gru, azionate da uomini in "gabbie di scoiattoli" e risalenti al XIV secolo, scomparvero nel XVIII. 
Un ultimo ampliamento fu realizzato nel 1781.
L'edificio prese il nome attuale, nel 1803 in seguito all'eliminazione della dogana. Fu quindi utilizzato come mercato del vino fino al 1842. Nel 1853 divenne un centro per la lavorazione delle foglie di tabacco e nel 1897 il mercato del pesce della città. 
L'antica dogana fu distrutta dai bombardamenti l'11 agosto 1944, durante la seconda guerra mondiale. Dopo la guerra, si era pensato di costruire, sul sito, un parcheggio o un edificio moderno, ma alla fine venne ricostruita, dall'architetto comunale Robert Will tra il 1962 e il 1965, secondo i progetti originali ma in uno stile leggermente più raffinato. L'edificio ricostruito è stato inaugurato il 4 aprile 1966 dal sindaco Pierre Pflimlin. Oltre al ristorante e alla sua terrazza sull'acqua, sono stati allestiti una sala espositiva di 600 m² e una sala conferenze. 
Il ristorante è stato poi devastato da un incendio l'8 giugno 2000 e riaperto nel 2001 dopo un anno di lavori. 
Fino al 1998 il Museo d'arte moderna e contemporanea di Strasburgo occupava la parte orientale dell'edificio. 
La parte centrale ospita, dal 1966, un ristorante tradizionale con terrazza sull'acqua, L'Ancienne Douane. 
In seguito alla chiusura della birreria situata in rue du Vieux-Marché-aux-Poissons alla fine del 2012, la città ha lanciato il progetto di un punto vendita di prodotti agricoli a chilometro zero, chiamato La Nouvelle Douane. Il negozio, con una superficie di 250 m² e fornito da 22 produttori locali, è stato aperto il 12 novembre 2014. 

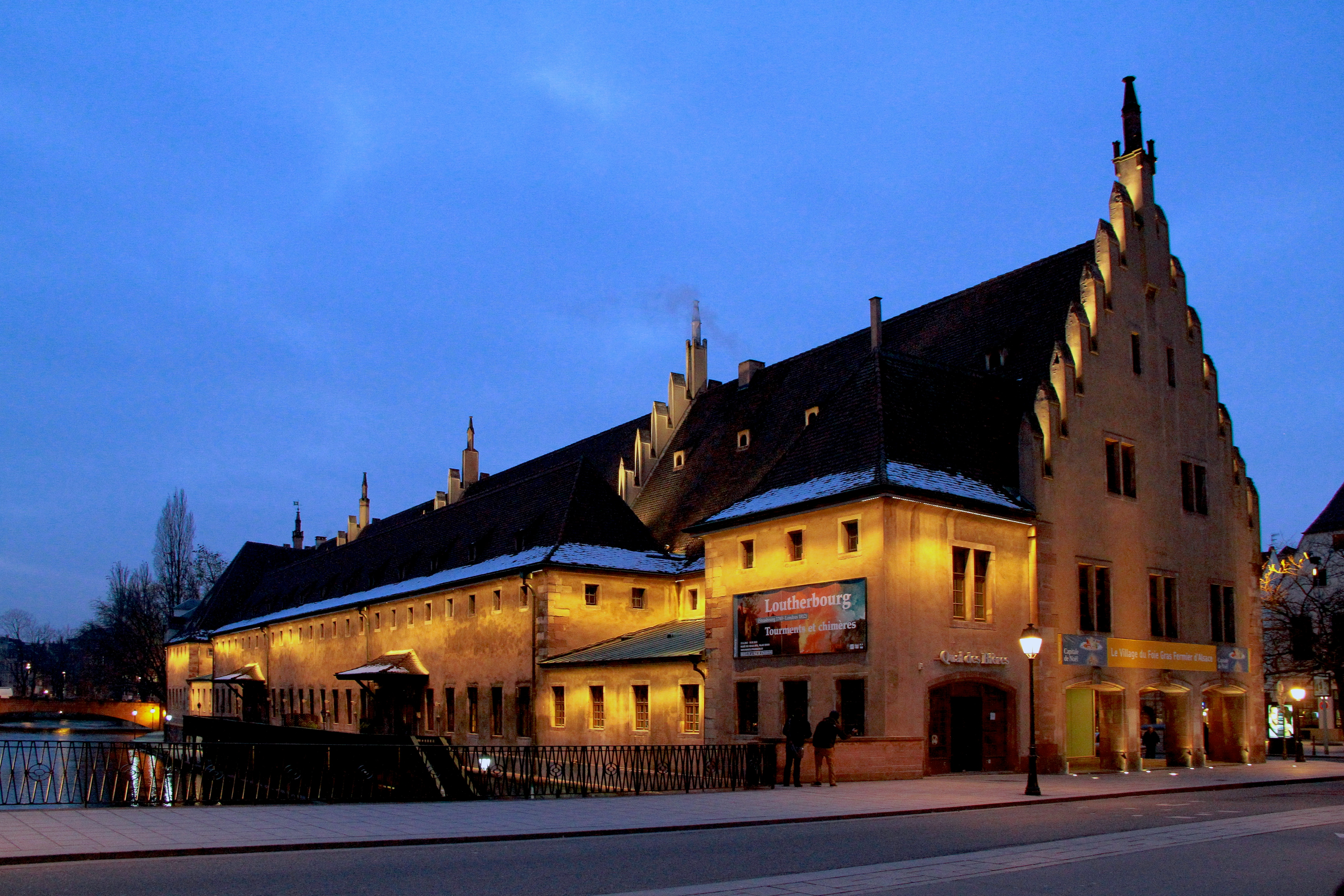
Illuminazione notturna della vecchia dogana vista dal ponte Raven.
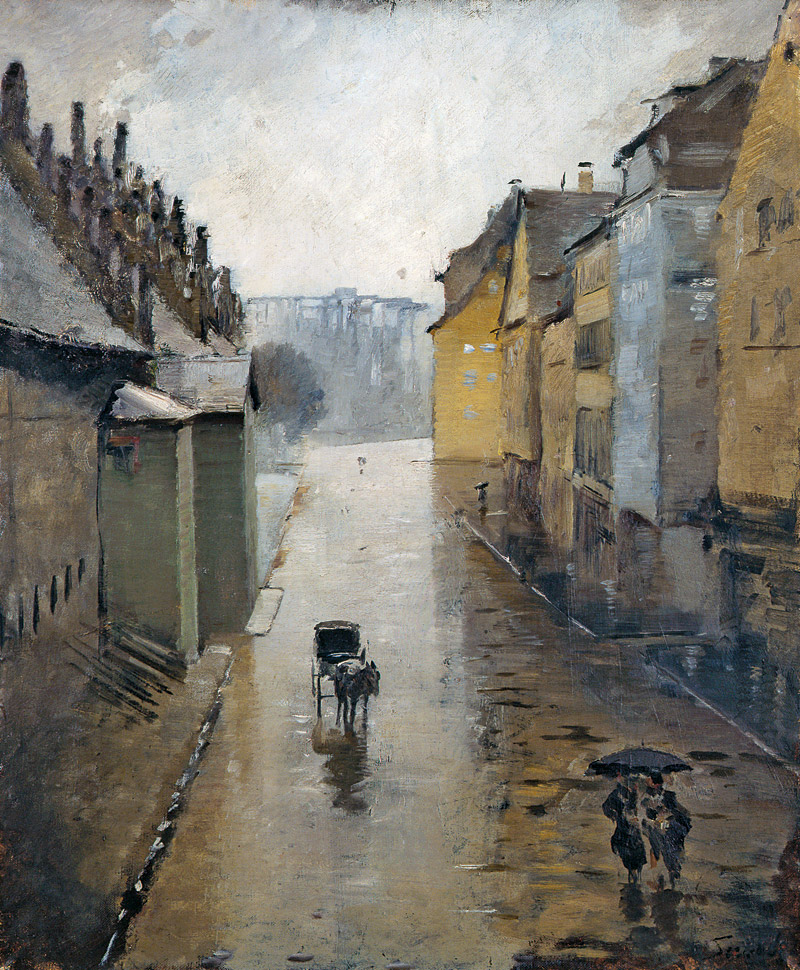
Lothar Von Seebach, Rue de la Douane a Strasburgo, effetto pioggia.
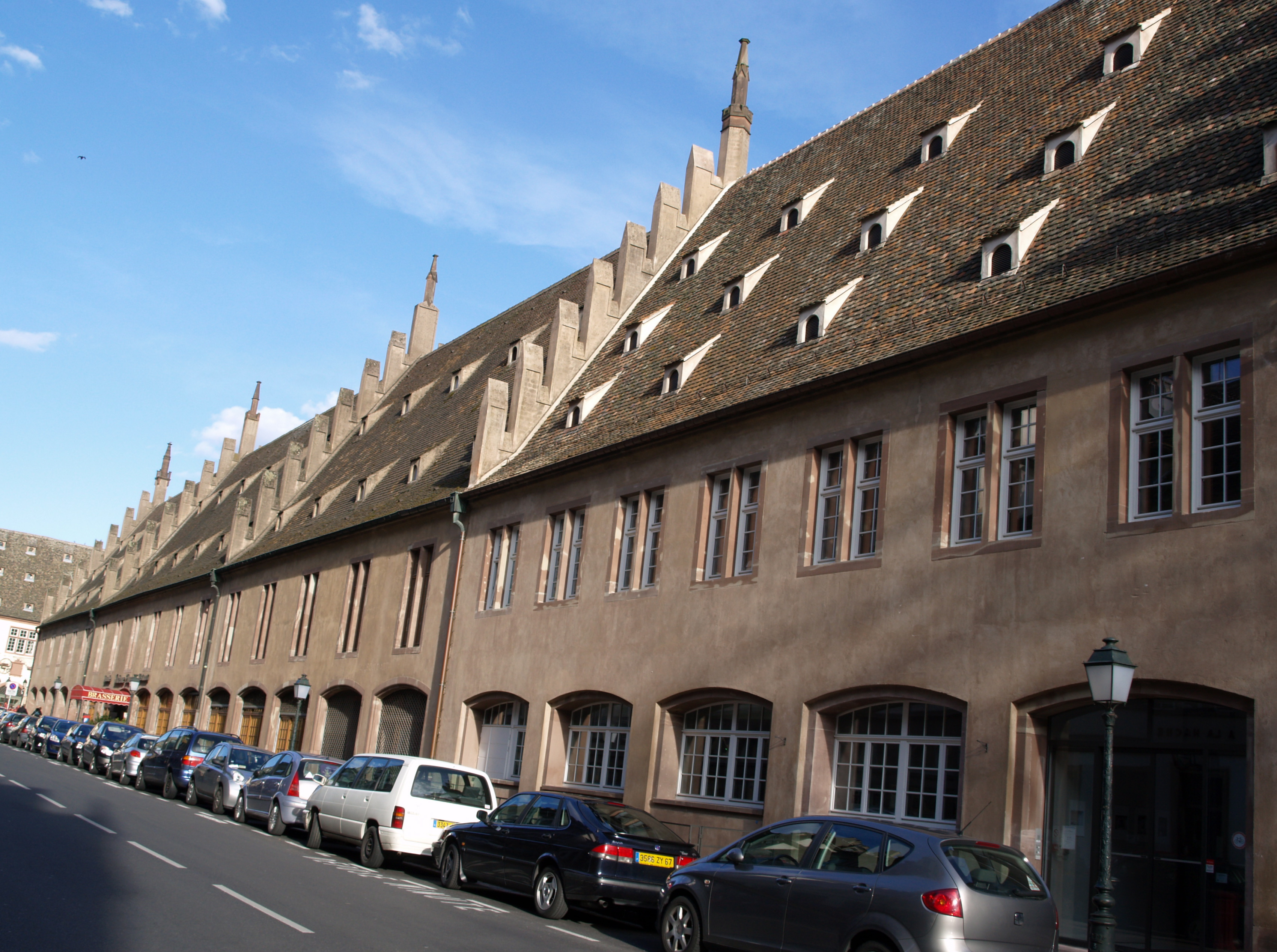
Facciata sul lato di rue de la Douane.